# Gunnar Nilsson (Rennfahrer)
Gunnar Axel Arvid Nilsson (* 20. November 1948 in Helsingborg; † 20. Oktober 1978 in London) war ein schwedischer Formel-1-Fahrer.

## Familie und Privatleben
Gunnar war der Sohn des schwedischen Immobilienmagnaten Arvid Nilsson und dessen Ehefrau Elisabeth.

## Biografie

Das traditionelle Helmdesign von Gunnar Nilsson

Colin Chapman vom Lotus-Team unternahm in der Formel-1-Saison 1976 einen neuerlichen Anlauf, die Misserfolge der Vorjahressaison vergessen zu machen. Chapman setzte hierbei auf die Fahrerkombination des erfahrenen Mario Andretti und Nilsson als Nachwuchstalent. Der „Newcomer“ Nilsson hatte 1975 die Britische Formel-3-Meisterschaft gewonnen und Formel-2-Rennen bestritten. Vom Beruf her war er Transportunternehmer. Bei den ersten beiden Saisonläufen in Kyalami und Long Beach qualifizierte sich Nilsson jeweils auf den letzten Platz. Im dritten Rennen seiner ersten Formel-1-Saison wurde er auf seinem Lotus 77/2 überraschend Dritter. Weitere Punktgewinne folgten bei den Grand-Prix-Läufen von Deutschland, Österreich und Japan. Am Ende der Saison hatte Nilsson 12 Punkte eingefahren.
Im Jahr darauf stieg Nilsson zum Stammfahrer bei Lotus auf. In der Formel-1-Saison 1977 siegte er am 5. Juni 1977 beim Großen Preis von Belgien in Zolder. Weitere Punkte holte Nilsson in Frankreich und England. Am Ende der Saison brachte es Nilsson auf 20 Punkte und damit den 8. Rang in der Gesamtwertung. Für die Saison 1978 hatte er einen Vertrag mit dem damals neu gegründeten Arrows-Team unterzeichnet. Wegen einer Erkrankung an Hodenkrebs und der darauf folgenden Chemotherapie konnte er jedoch kein Rennen mehr bestreiten. Am 15. September 1978 war Nilsson Trauergast des tödlich verunglückten Landsmann Ronnie Peterson. Danach begab er sich wieder in ärztliche Behandlung. Nilsson starb im Alter von nur 29 Jahren an den Folgen dieser Krebserkrankung in einem Londoner Krankenhaus in den frühen Morgenstunden des 20. Oktober 1978.
Seine Beerdigung erfolgte auf dem Pålsjö kyrkogård (dt. Pålsjö-Friedhof) seiner Geburtsstadt Helsingborg. Zu seinen Ehren hat seine Mutter Elisabeth Nilsson die Stiftung Gunnar Nilsson’s Cancer Foundation gegründet.
Am 3. Juni 1979 fand zu Ehren Nilssons in Donington Park die Gunnar Nilsson Memorial Trophy statt, ein Automobilrennen mit Formel-1-Beteiligung, das keinen Weltmeisterschaftsstatus hatte.

## Statistik

### Ergebnisse in der Automobil-Weltmeisterschaft
Diese Statistik umfasst alle Teilnahmen des Fahrers an der Formel-1-Weltmeisterschaft, die bis 1980 als Automobil-Weltmeisterschaft bezeichnet wurde.

#### Grand-Prix-Siege
- 1977  Großer Preis von Belgien (Zolder)

#### Gesamtübersicht
| Saison | Team                   | Chassis  | Motor                    | Rennen | Siege | Zweiter | Dritter | Poles | schn. Runden | Punkte | WM-Pos. |
| ------ | ---------------------- | -------- | ------------------------ | ------ | ----- | ------- | ------- | ----- | ------------ | ------ | ------- |
| 1976   | John Player Team Lotus | Lotus 77 | Ford Cosworth DFV 3.0 V8 | 15     | –     | –       | 2       | –     | –            | 11     | 10.     |
| 1977   | John Player Team Lotus | Lotus 78 | Ford Cosworth DFV 3.0 V8 | 17     | 1     | –       | 1       | –     | 1            | 20     | 8.      |

#### Einzelergebnisse
| Saison | 1   | 2   | 3 | 4   | 5   | 6   | 7   | 8   | 9 | 10  | 11  | 12  | 13  | 14  | 15  | 16  | 17 |
| ------ | --- | --- | - | --- | --- | --- | --- | --- | - | --- | --- | --- | --- | --- | --- | --- | -- |
| 1976   |     |     |   |     |     |     |     |     |   |     |     |     |     |     |     |     |    |
|        | DNF | DNF | 3 | DNF | DNF | DNF | DNF | DNF | 5 | 3   | DNF | 13  | 12  | DNF | 6   |     |    |
| 1977   |     |     |   |     |     |     |     |     |   |     |     |     |     |     |     |     |    |
| DNS    | 5   | 12  | 8 | 5   | DNF | 1   | 19  | 4   | 3 | DNF | DNF | DNF | DNF | DNF | DNF | DNF |    |

| Legende  | Legende            | Legende                                                          |
| Farbe    | Abkürzung          | Bedeutung                                                        |
| -------- | ------------------ | ---------------------------------------------------------------- |
| Gold     | –                  | Sieg                                                             |
| Silber   | –                  | 2. Platz                                                         |
| Bronze   | –                  | 3. Platz                                                         |
| Grün     | –                  | Platzierung in den Punkten                                       |
| Blau     | –                  | Klassifiziert außerhalb der Punkteränge                          |
| Violett  | DNF                | Rennen nicht beendet (did not finish)                            |
| Violett  | NC                 | nicht klassifiziert (not classified)                             |
| Rot      | DNQ                | nicht qualifiziert (did not qualify)                             |
| Rot      | DNPQ               | in Vorqualifikation gescheitert (did not pre-qualify)            |
| Schwarz  | DSQ                | disqualifiziert (disqualified)                                   |
| Weiß     | DNS                | nicht am Start (did not start)                                   |
| Weiß     | WD                 | zurückgezogen (withdrawn)                                        |
| Hellblau | PO                 | nur am Training teilgenommen (practiced only)                    |
| Hellblau | TD                 | Freitags-Testfahrer (test driver)                                |
| ohne     | DNP                | nicht am Training teilgenommen (did not practice)                |
| ohne     | INJ                | verletzt oder krank (injured)                                    |
| ohne     | EX                 | ausgeschlossen (excluded)                                        |
| ohne     | DNA                | nicht erschienen (did not arrive)                                |
| ohne     | C                  | Rennen abgesagt (cancelled)                                      |
| ohne     | keine WM-Teilnahme |                                                                  |
| sonstige | P/fett             | Pole-Position                                                    |
| sonstige | 1/2/3/4/5/6/7/8    | Punktplatzierung im Sprint-/Qualifikationsrennen                 |
| sonstige | SR/kursiv          | Schnellste Rennrunde                                             |
| sonstige | *                  | nicht im Ziel, aufgrund der zurückgelegten Distanz aber gewertet |
| sonstige | ()                 | Streichresultate                                                 |
| sonstige | unterstrichen      | Führender in der Gesamtwertung                                   |